# Fort Collins
Fort Collins se nachází v Larimer County v americkém státě Colorado. Při sčítání lidu v roce 2020 dosáhla populace města 169 810 obyvatel, což představuje nárůst o téměř 18 % od roku 2010.
Fort Collins je čtvrtým nejlidnatějším městem ve státě Colorado. Nachází se na řece Cache La Poudre. Jde o středně velké město, které je sídlem Colorado State University.

## Dějiny
Fort Collins byl založen jako vojenská pevnost armády Spojených států v roce 1864.

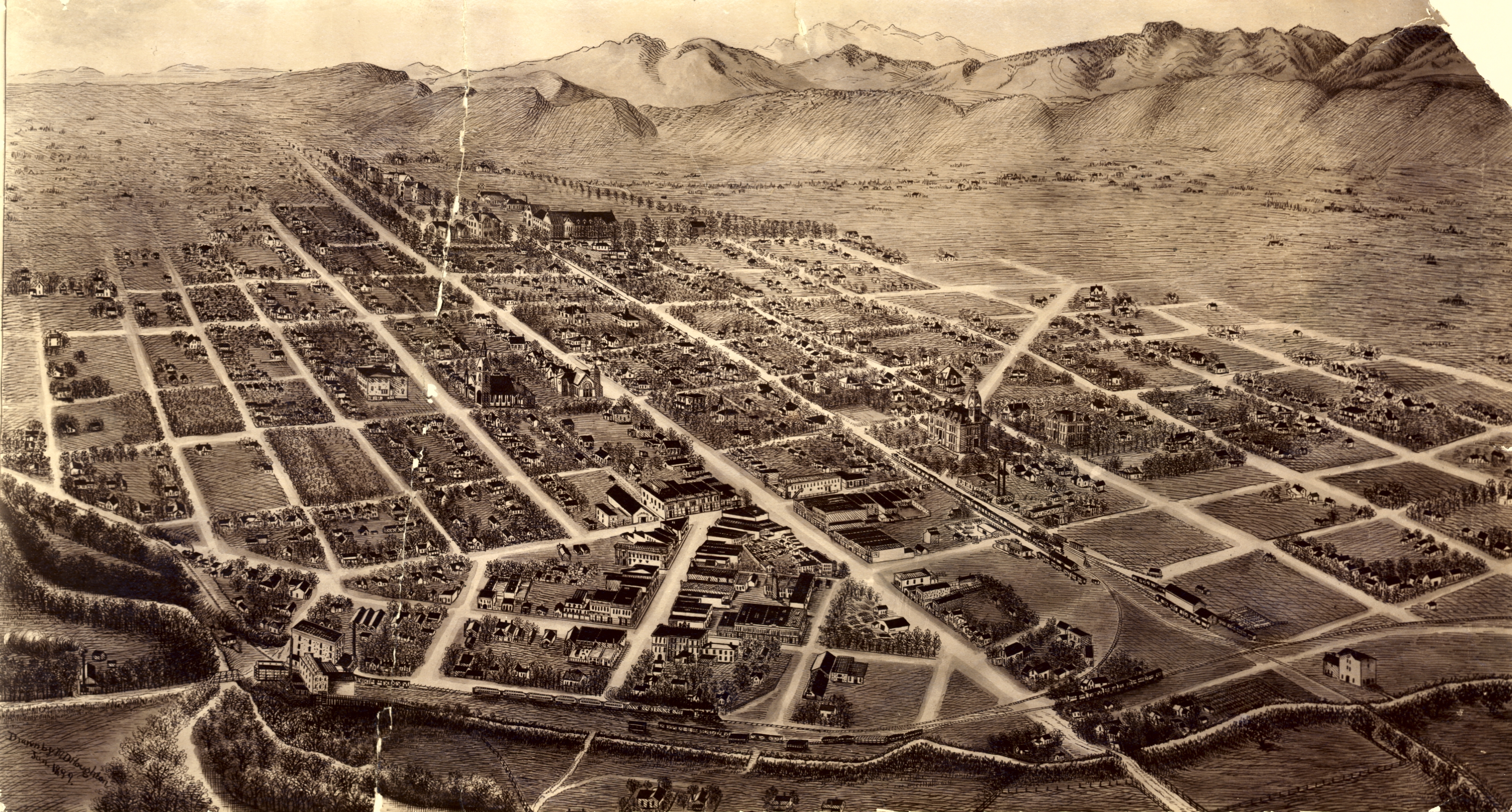
Pohled na Fort Collins z ptačí perspektivy v 19. stol

Osadníci začali přicházet do blízkosti pevnosti téměř okamžitě. První škola a kostel byly otevřeny v roce 1866.
První populační boom přišel v roce 1872, kdy byla založena zemědělská kolonie. Přistěhovaly se stovky osadníků. Napětí mezi novými osadníky a dřívějšími obyvateli vedlo k politickým rozporům.
Mezi nejstarší průmyslová odvětví v této oblasti patřila těžba kamene, v zemědělství šlo o pěstování cukrové řepy a chov ovcí. Město bylo postiženo Velkou hospodářskou krizí a současně také suchem. Přesto zaznamenalo počátkem 20. století pomalý a stabilní růst. Po druhé světové válce se počet obyvatel zdvojnásobil a nastala éra ekonomické prosperity.
V červenci 1997 město zažilo bleskovou povodeň, kdy během 31 hodin napršelo 250 až 360 mm vody. Pět lidí zahynulo a škody ve městě dosáhly 5 milionů dolarů. Voda zaplavila mj. knihovnu Colorado State University.